# معهد لوشون الأدبي
يقع معهد لوشون الأدبي في العاصمة الصينية بكين منطقة شاويانغ المتحف الأدبي بالطريق رقم 45، وتتبع بشكل مباشر رابطة الكتاب الصينين، وهي المؤسسة البحثية والتدربيبة الوحيدة على مستوى جمهورية الصين الشعبية القائمة على تدريب، متابعة، وخدمة الكتَاب.

## تعريف مٌبسط
بعد إنشاء جمهورية الصين الشعبية بفترة قصيرة، قامت الكاتبة الثورية دينغ لينغ بإرسال تقرير من مدينة يانان إلى الحكومة الصينية بعنوان «كُتيب اقتراح بناء معهد أدبي» وأضافت قائلة، إنه بالنسبة إلى كافة الأقسام الأدبية والفنية، فالأدب هو أساس الفن، لكننا نفتقر إلى وجود المسارح الفنية، الموسيقى، والمتاحف، ناهيك عن المعاهد الأدبية، لذا فمن الضروري إنشاء معهد أدبي.
وعلى إثره قامت وزارة الثقافة الصينية عام 1950 بإصدار قرار إنشاء «معهد أدبي بحثي» وترئسته لينغ دينغ، وتم تعيين جانغ تيان يي كمعاون لها.
بعد انقضاء نصف عام، تحديداً في شهر تشرين الأول من عام 1950، قام المعهد الأدبي المركزي الواقع في شارع جولو الشرقي بمدينة بكين بمنزل الفناء الكبير رقم 103 باصدار قرار بإنشاء «معهد لوشون الأدبي». حضر الافتتاح كلاً من جوو موروو، ماودون، تجو يانغ، شا كه فو، لي باي تجن، ولي تيان جوانغ وغيرهم الكثير من الأدباء. وكانت هذه المرة الأولى التي يحضر فيها جوو موروو حدث كبير كهذا.
في فترة الخمسينيات، قام الكثير من الشعراء، والفلاسفة، والمفكرين، والتربوين، وكتَاب السيناريو في المعهد الأدبي المركزي بالبحث في
سُبل تدريب الكتًاب ليُخرجوا جيل نابغ متميز. أخرج معهد لوشون الأدبي فيما بعد الكاتب المرموق ليانغ بين، والذي خط بقلمه رواية «طيف العلم الأحمر».
في عام 1953،  تم تغيير اسم المعهد الأدبي المركزي ليصبح المعهد الأدبي الخاص بالكتاب التابع إلى رابطة الكتاب الصينين، ثم في عام 1958 وبسبب الخلاف الذي نشب بين بينغ لينغ وتين تشي شيا، توقف إلقاء المحاضرات في المعهد.
بعد انعقاد الجلسة العامة الثالثة دورة اللجنة المركزية الحادية عشرة للحزب الشيوعي الصيني، عاد إلقاء المحاضرات مرة أخرى. ولكن بسبب عدم وجود مقر مُحدد لإلقاءالمحاضرات فيه، فكان يتم تأجير شقة في كل مرة لإلقاء المحاضرات فيها. وبحلول عام 1984، تم تغيير اسم المكان إلى معهد لوشون الأدبي. وتم تحديد مقر ثابت له في العاصمة الصينية بكين منقطة تشاويانغ باي لي جوانغ نان لي المبنى رقم 27.
وفي خلال العشرين عام التالية من العِقد الجديد، أخرج المعهد جيل من نخبة من الكتاب الشباب.
أُختير العديد من خريجي معهد لوشون الأدبي عام 2001 للحصول على جائزة ماوودن الأدبية أمثال: «جانغ بينغ، ووانغ آن إي».
في ظل الدعم الكامل لقسم الدعاية والإعلان بالحزب الشيوعي الصيني، تم إجراء بعض الإصلاحات على المعهد، وتم بناء مبنى للمحاضرات.
منذ شهر سبتمبر عام 2002 حتى يناير من العام المقبل، تم انعقاد أول صف بحثي عالي المستوى بالمعهد، وكان من أهم كتابه: «جوان أر شان، وما لي خوا، وغيرهم الكثير. قام المعهد عام 2003 بتنظيم الدورة الثانية من الصف البحثي، ومنذ مارس 2004 حتى يوليو من العام الذي يليه، تم انعقاد الدورة الثالثة تحت عنوان (دروة الكتاب الشباب). وكان أهم كتّابها:»تشيو خوا دونغ، تشانغ تشينغ، وغيرهم الكثير.
منذالتاسع من سبتمبر عام 2004 حتى يناير من عام 2005، تم انعقاد الدورة الرابعة من الصف البحثي تحت عنوان (صف كتاب الأقليات)، وشارك فيه أربع وعشرون من كتّاب الأقليات.